# 6998 Tithonus
6998 Tithonus eller 3108 T-3 är en trojansk asteroid i Jupiters lagrangepunkt L5. Den upptäcktes 16 oktober 1977 av den nederländsk-amerikanske astronomen Tom Gehrels och det nederländska astronomparet Ingrid van Houten-Groeneveld och Cornelis Johannes van Houten vid Palomar-observatoriet. Den är uppkallad efter Tithonus i den grekiska mytologin.
Asteroiden har en diameter på ungefär 28 kilometer.